# 비스크라 공항

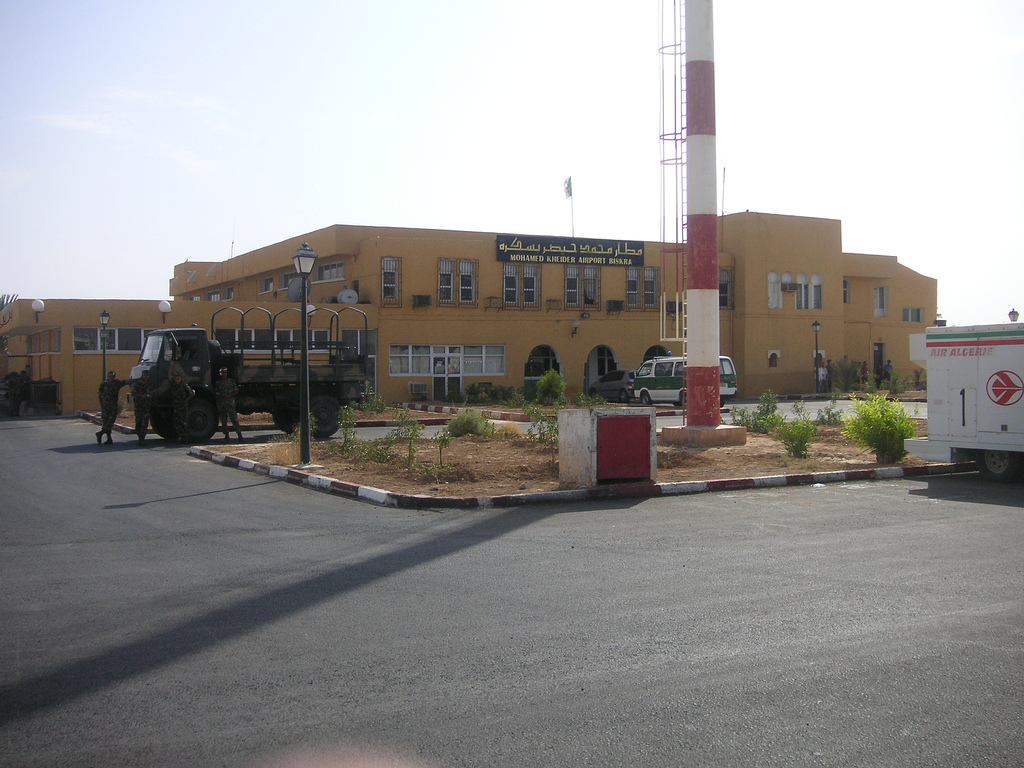

비스크라 공항(Biskra Airport, 다른 이름: 무하마드 카이더 공항/Mohamed Khider Airport, 비스크라 오크다 공항/Biskra Ouakda Airport, IATA: BSK, ICAO: DAUB)은 우마셰(Oumache)에서 북-북동쪽으로 약 12킬로미터 지점에 위치한 알제리의 공항이다. 또, 콩스탕틴에서 남-남서쪽으로 약 200킬로미터 지점에 위치해 있다.
제2차 세계 대전 당시에 이 공항의 이름은 비스크라 비행장(Biskra Airfield)이었다. 독일 아프리카 군단에 맞서 북아프리카 전역 기간 중 미국의 주된 AFSOUTH의 기지였다.